# Champ de glace Columbia
Pour les articles homonymes, voir Columbia.

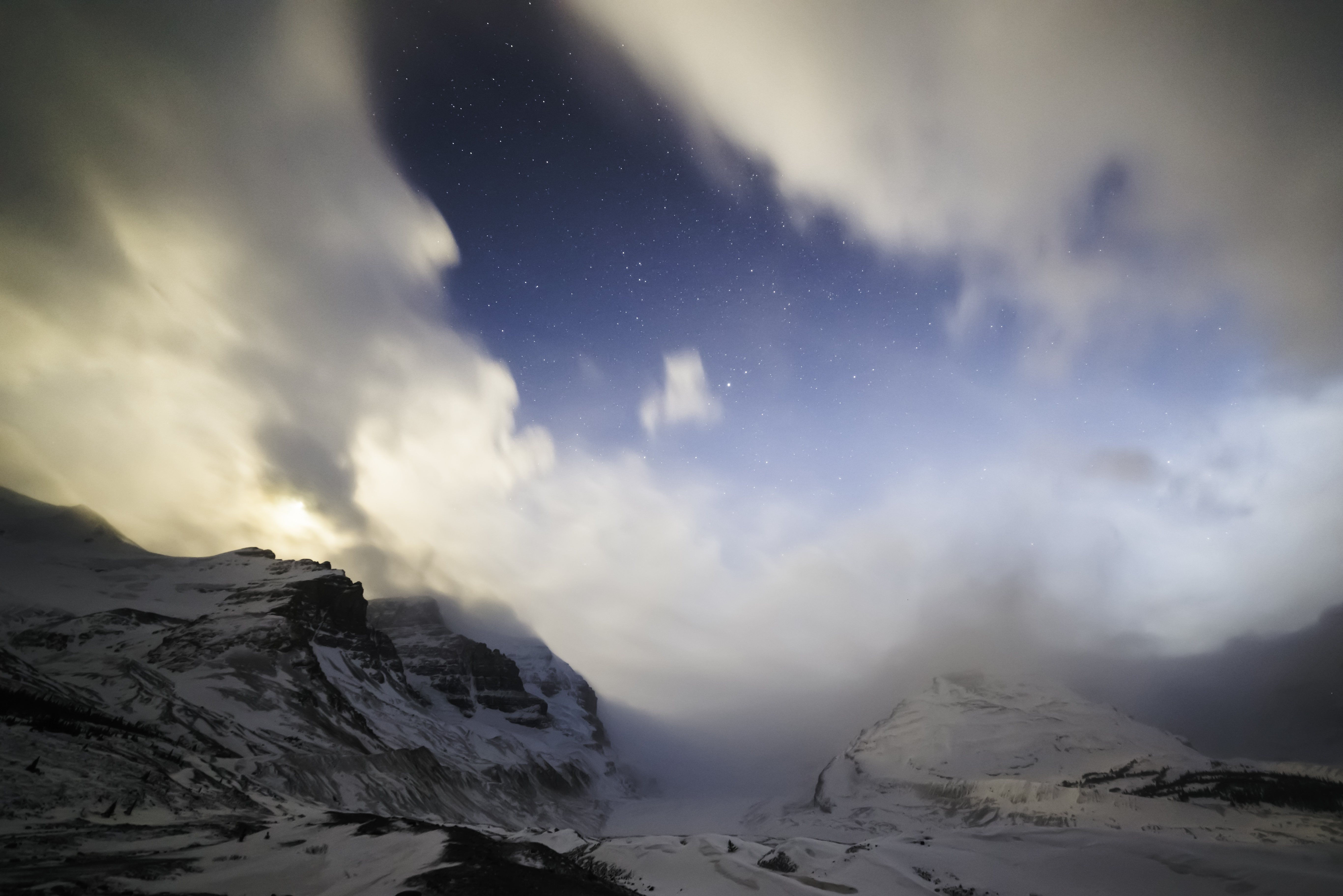
Le mont Athabasca et le glacier Athabasca à la lumière de la Lune. Novembre 2017.

Le champ de glace Columbia est un champ de glace situé dans les Rocheuses canadiennes, à cheval sur la ligne continentale de partage des eaux de l'Amérique du Nord. Il couvre l'extrémité nord-ouest du parc national de Banff et l'extrémité sud du parc national de Jasper.
Il a une superficie d'environ 325 km2, de 100 à 365 mètres d'épaisseur et reçoit en moyenne sept mètres de neige par an.
Le champ de glace Columbia comprend huit grands glaciers, dont : 
- le glacier Athabasca ;
- le glacier Castleguard ;
- le glacier Columbia ;
- le glacier Dome ;
- le glacier Stutfield ;
- le glacier Saskatchewan.

Certains des plus hauts sommets des montagnes Rocheuses du Canada l'entourent :
- le mont Columbia (Alberta) (3 747 m) ;
- le North Twin Peak (3 684 m) ;
- le South Twin Peak (3 566 m) ;
- le mont Bryce (3 507 m) ;
- le mont Kitchener (3 505 m) ;
- le mont Athabasca (3 491 m) ;
- le mont du Roi Edward (3 490 m) ;
- le Snow Dome (3 456 m) ;
- le mont Andromeda (3 450 m) ;
- la montagne Castleguard (3 090 m) ;
- le Stutfield Peak (3 450 m).

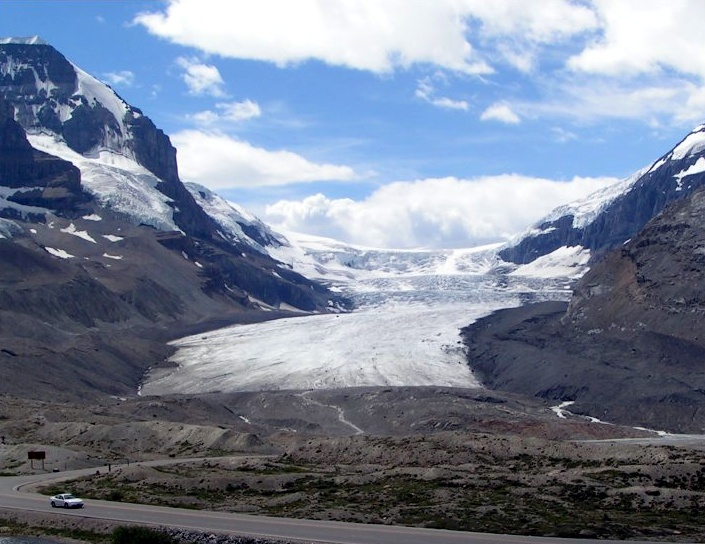
Glacier Athabasca

Une partie du champ de glace Columbia, le glacier Athabasca, est visible de la promenade des Glaciers. Il a reculé de manière significative depuis sa plus grande extension en 1844. Pendant les mois d'été, les touristes voyagent sur le glacier dans le confort d'une autoneige.
Le champ de glace Columbia est aperçu pour la première fois en 1898 par John Norman Collie et Hermann Woolley après leur ascension du mont Athabasca.
La rivière Athabasca et la rivière Saskatchewan-nord prennent leur source dans le champ de glace Columbia, tout comme certains affluents du cours supérieur du fleuve Columbia. Le champ de glace Columbia est au sommet d'une triple ligne de partage des eaux. L'eau tombant sur son sommet s'écoule dans des bassins de drainage qui se jettent dans l'océan Pacifique (par l'intermédiaire du fleuve Columbia), dans l'océan Arctique (par l'intermédiaire de la rivière Athabasca, du lac Athabasca et le fleuve Mackenzie), ou dans la baie d'Hudson (par l'intermédiaire de la rivière Saskatchewan-nord).